# 수도사랑의학교
수도사랑의학교는 서울특별시 종로구 사직동에 위치한 사립 특수학교이다. 특수교육서비스가 요구되는 서울특별시에 거주하는 5세 미만의 영·유아를 대상으로 교육서비스를 제공하는 유아특수학교이다. 
서울특별시 종로구에 위치한 수도교회에서 장애아동을 위한 상담활동을 시작으로 '수도특수아동교실'을 거쳐 1998년 수도사랑의학교가 탄생하게 되었다.
등하교를 책임지는 스쿨버스가 1대 있으며, 3~5세를 대상으로 하는 돌봄교실을 실시하고 있다.